# Umma distincta
Umma distincta is een libellensoort uit de familie van de beekjuffers (Calopterygidae), onderorde juffers (Zygoptera).
De wetenschappelijke naam van de soort is voor het eerst geldig gepubliceerd in 1933 door Longfield.